# Brombach (Overath)
Brombach ist ein Stadtteil Overaths im Rheinisch-Bergischen Kreis im Süden Nordrhein-Westfalens und liegt im Sülztal.
Vor 1975 gehörte der Ort zur Gemeinde Hohkeppel. Im Zuge der kommunalen Neugliederung wurde der Ort gemäß § 10 Köln-Gesetz zum 1. Januar 1975 Teil der Stadt (damals Gemeinde) Overath.